# Svartstrimmad vedharkrank
Svartstrimmad vedharkrank (Phoroctenia vittata) är en tvåvingeart som först beskrevs av Johann Wilhelm Meigen 1830.  Svartstrimmad vedharkrank ingår i släktet Phoroctenia och familjen storharkrankar. Enligt den finländska rödlistan är arten nära hotad i Finland. Enligt den svenska rödlistan är arten nära hotad i Sverige. Arten förekommer i Övre Norrland. Artens livsmiljö är naturmoskogar.

## Underarter
Arten delas in i följande underarter:
- P. v. angustipennis
- P. v. vittata